# Me and My Imagination
Me and My Imagination è il secondo singolo estratto dal terzo album della cantante pop britannica Sophie Ellis-Bextor, Trip the Light Fantastic.
Il brano è una canzone dance pop scritta dalla cantante stessa, Hannah Robinson e Matt Prime e prodotta da quest'ultimo. Il singolo ha raggiunto la posizione numero 23 della classifica britannica.
In Italia la canzone è stata pubblicata solo in formato digitale.

## Tracce e formati
UK CD single

(Pubblicato il 14 maggio 2007)
1. "Me and My Imagination" (Radio Edit)
2. "Move to the Music"

Vinyl single

(Pubblicato il 14 maggio 2007)
1. "Me and My Imagination"
2. "Catch You" (Riffs & Rays mix)
3. "Here's to You"
4. "Me and My Imagination" (StoneBridge Vocal mix)

## Classifiche
| Classifica (2007) | Posizione raggiunta |
| ----------------- | ------------------- |
| Belgio (Fiandre)  | 9                   |
| Regno Unito       | 23                  |